# 永水村
永水村（ながみずむら）は、熊本県阿蘇郡にあった村。

## 歴史
- 1889年（明治22年）4月1日 - 町村制の施行により、車帰村、無田村、赤水村、永草村が合併し成立。
- 1954年（昭和29年）4月1日 - 尾ヶ石村・山田村・内牧町・黒川村と合併して阿蘇町が発足。同日永水村廃止。